# Ichneumon emancipatops
Ichneumon emancipatops là một loài tò vò trong họ Ichneumonidae.